# 앙리 살바도르
앙리 살바도르(Henri Salvador, 1917년 7월 18일~2008년 2월 13일)는 프랑스의 가수이다.
프랑스령 기아나 카옌에서 태어났다. 부모는 과들루프섬 출신으로 어머니는 카리브족 혈통이다. 살바도르가 12세 때 프랑스로 이주했다.
형과 아마추어 밴드를 만들어 활약하기 시작하였으며, 1935년에 장고 라인하르트 악단의 기타리스트가 되고, 1941년에는 레이 방추라 악단에 참가하였다. <힘을 내야지>를 노래한 레코드로 1949년에 디스크 대상을 수상하였다. 코믹한 노래로 인기를 얻었다. 1960년대 프랑스의 텔레비전 쇼 호스트로 활약했다.